# Mikhail Mordkin
Mikhail Mordkin (en russe : Михаил Михайлович Мордкин, Mikhaïl Mikhaïlovitch Mordkine ; né à Moscou le 21 décembre 1880 et mort à Millbrook, New York, le 15 juillet 1944) est un danseur, chorégraphe, pédagogue et maître de ballet russo-américain.

## Biographie
Mikhail Mordkin étudie à l'école de danse de Moscou et rejoint le Théâtre Bolchoï en 1900, comme soliste. Promu étoile, il est nommé maître de ballet adjoint en 1905.
Soliste des Ballets russes de Serge de Diaghilev en 1909, il danse avec la compagnie d'Anna Pavlova en 1910-1911, puis se produit à Londres et aux États-Unis avec l'All Stars Imperial Russian Ballet qu'il a fondé. Après un retour en Russie et un séjour à Tbilissi, il quitte définitivement la Russie en 1924 et rejoint les États-Unis, via la Lituanie.
En 1926, il crée le Mordkin Ballet, dans lequel dansent notamment Pierre Vladimiroff, Felia Doubrovska, Vera Nemtchinova et Nicolas Zverev.
Il se consacre ensuite à l'enseignement.

## Chorégraphies

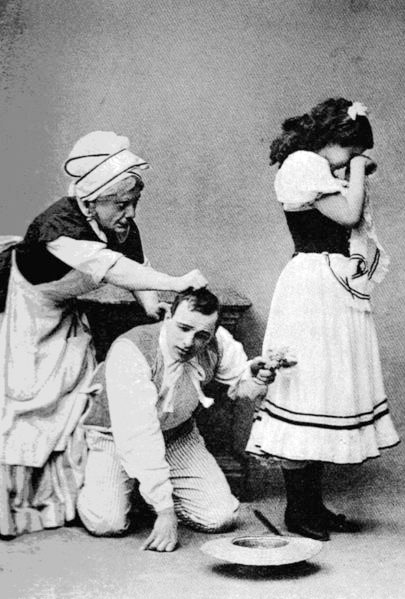
La Fille mal gardée, 1899
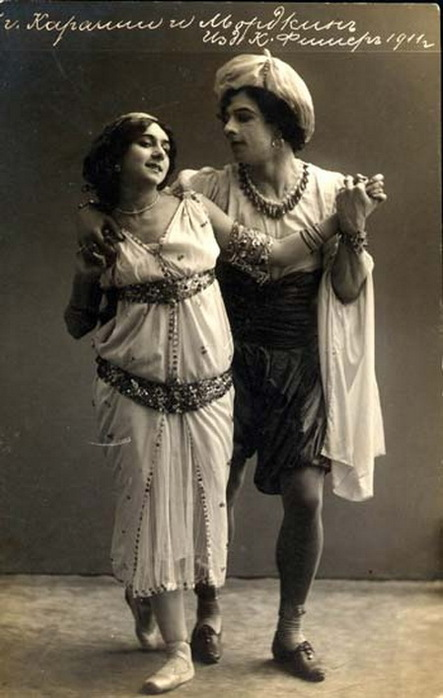
Karalli, 1911
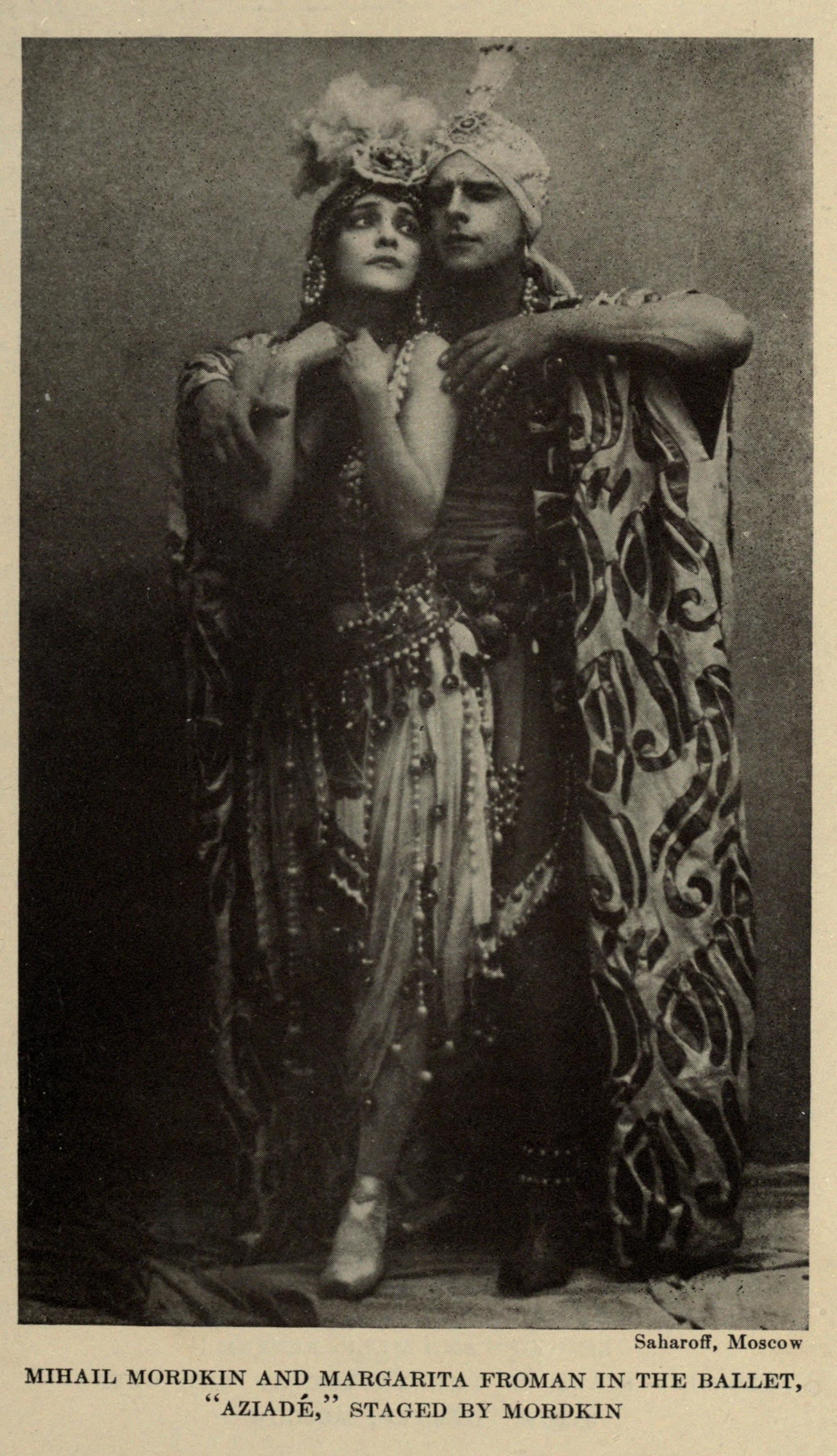
Mordkin et Margarite Froman, 1922